# Robert Grant Haliburton
Pour les articles homonymes, voir Haliburton.
Robert Grant Haliburton Q.C., D.C.L., né le 3 juin 1831 et mort le 6 mars 1901, est un avocat et anthropologue canadien. Il est devenu célèbre après avoir fondé l'organisation Canada First qui voyait dans la société anglo-canadienne les « héritiers des hommes du Nord aryens » et que les Canadiens d'origine française étaient un « obstacle au progrès ».

## Biographie
Haliburton est né à Windsor, en Nouvelle-Écosse. Son père est le célèbre juge Haliburton (en) qui a écrit la série à succès Clockmaker sur les aventures humoristiques du personnage de Sam Slick (en). Comme son père, il est diplômé de l'Université de King's College et a fait partie de la milice volontaire locale où il a atteint le grade de lieutenant-colonel. Il devient avocat, admis au barreau en 1853.

## Canada First
Le mouvement Canada First s'organise à Ottawa en 1868. Il est d'abord soutenu par Goldwin Smith et Edward Blake. Résidents ontariens, George Denison (en), Charles Mair, William Alexander Foster et Robert Grant Haliburton fondent le mouvement. Haliburton et des auteurs partageant les mêmes idées qui constituent le mouvement Canada First, jugent que le climat plus doux du sud est censé entraîner « la dégénérescence, la décomposition et l'effémination ». Selon eux, le climat nordique plus rigoureux produit la caractéristique la plus canadienne, « la tendance à être modéré ». Le mouvement Canada First considère les cultures franco-canadienne et métisse comme un poids mort qui freinait l'avancement du Canada anglais.

## Fin de vie
Sa mauvaise santé oblige Haliburton à se déplacer vers des climats plus chauds et il passe ses hivers en Jamaïque. Après une carrière lucrative en droit, il peut vivre de ses investissements et passe un certain temps en tant qu'anthropologue et joue un rôle déterminant dans la découverte des « races naines » d'Afrique du Nord et de la région de l'Atlas. Il meurt à Pass Christian, au Mississippi, le 6 mars 1901 ; il avait 69 ans.

## Œuvres
- (en) An Address On The Present Condition...British North America, 1857
- (en) Men Of The North And Their Place In History..., 1869, biographie
- (en) A Sketch Of The Life And Times Of Judge Haliburton, 1897, autobiographie
- (en) Voices From The Street, poésie[6]